# Kulturåret 1838

## Händelser
- 29 maj – Norske violinisten Ole Bull ger konsert på slottet den 13 och på kungliga teatern den 18 och 20 juni, till sång av Jenny Lind.
- 20 augusti – Spelåret 1838–1839 inleds på Kungliga teatern i Stockholm med »Shakspeare kär», »De förtrogne» och »Misstroende och list».[1]
- okänt datum – August Hoffmanns pianofabrik grundas.

## Priser och utmärkelser
- Kungliga priset – Carl Johan Schlyter

## Nya verk
- Den lyckliga omnibusfärden av Wilhelmina Stålberg
- Jägarens vila, av Herman Sätherberg
- Oliver Twist av Charles Dickens
- Publiken och tidningarne, eller Den rysliga tuppfäktningen av August Blanche
- Rabulisterne av August Blanche
- Ruy Blas av Victor Hugo
- Stormfoglarna, av Oscar Patric Sturzen-Becker
- Yttersta domen i Kråkvinkel av Henrik Bernhard Palmær
- På nyårsdagen, dikt av Erik Gustaf Geijer

## Födda
- 6 januari – Max Bruch (död 1920), tysk tonsättare och dirigent.
- 23 januari – Joseph Dente (död 1905), svensk violinist, tonsättare och dirigent.
- 31 januari – Fritz Ahlgrensson (död 1902), svensk dekorationsmålare, tecknare och sångtextförfattare.
- 6 februari – Henry Irving (död 1905), brittisk skådespelare.
- 10 februari – Harald Torsslow (död 1909), svensk skådespelare, operasångare och konstnär.
- 3 mars – Augusta Arrhenius, svensk ballerina.
- 28 mars – Jean-Paul Laurens (död 1921), fransk akademisk målare.
- 4 april – Lawrence Barrett (död 1891), amerikansk skådespelare.
- 12 april – Axel Elmlund (död 1901), svensk skådespelare, och amatörkonstnär.
- 10 maj – John Wilkes Booth (död 1865), amerikansk skådespelare, Abraham Lincolns mördare.
- 4 juni – Fritz Söderman (död 1883), svensk cellist och tonsättare.
- 13 juni – Eduard Gebhardt (död 1925), tysk målare.
- 27 juni – Bankim Chandra Chatterjee (död 1894), indisk författare.
- 2 juli – August Lundh (död 1916), svensk kyrkomusiker och tonsättare.
- 6 juli – Jakob Kulle (död 1898),  svensk konstnär (etsare, guldsmed och konstvävare).
- 21 mars – Wilma Neruda (död 1911), violinist.
- 26 augusti – Georg Lundström (död 1910), svensk tidningsman och kåsör.
- 17 september – Hilda Thegerström (död 1907), svensk tonsättare och pianist.
- 18 september – Anton Mauve (död 1888), nederländsk konstnär.
- 25 oktober – Georges Bizet (död 1875), fransk tonsättare.
- 25 oktober – Anders Oscar Gottman (död 1887), svensk målare och tecknare.
- 4 december – Hanna Mathilda Winge (död 1896), svensk målare, tecknare och textilkonstnär.
- 17 december – Hans Henric Hallbäck (död 1885), svensk poet, författare och docent i estetik.
- 20 december – Edwin Abbott (död 1926), engelsk författare och teolog.
- 24 december – John Morley (död 1923), engelsk författare och statsman.
- 29 december – Walter Runeberg (död 1920), finlandssvensk skulptör.

## Avlidna
- 28 mars – Erik Danielsson (född 1776), svensk konstnär och dalamålare.
- 17 april – Johanna Schopenhauer (född 1766), tysk romanförfattare.
- 28 juli – Bernhard Crusell (född 1775), finlandssvensk tonsättare och klarinettist.
- 17 augusti – Lorenzo Da Ponte (född 1749),  italiensk-amerikansk författare.
- 21 augusti – Adelbert von Chamisso (född 1781), fransk-tysk författare.
- 9 november – Olof Forssell (född 1762), svensk matematiker, präst och psalmförfattare.